# Olayama
Olayama is een bestuurslaag in het regentschap Nias Selatan van de provincie Noord-Sumatra, Indonesië. Olayama telt 1260 inwoners (volkstelling 2010).